# Псусеннес III
Псусеннес (Пасебхаенніут) III (д/н — між 944 до н. е. та 938 до н. е.) — давньоєгипетський політичний діяч, верховний жрець Амона у Фівах у 969—944 роках до н. е.

## Життєпис

### Дискусія щодо походження
Походив з роду Герігора. Син Пінеджема II, верховного жерця Амона і фактичного володаря Верхнього Єгипту. Стосовно матері Псусеннес а немає чітких відомостей. Його ім'я засвідчено в одному з папірусів, виявлених в схованці в Дейр ель-Бахрі (DB-320).
Стосовно діяльності Псусеннеса існують розбіжності: деякі науковці ототожнюють його з Псусеннесом II, що став у 967 році до н. е. останнім фараоном XXI династії. За цієї версією у 969—867 роках до н. е. був правителем Верхнього Єгипту на посаді Верховного жерця Амона в Фівах. Після смерті фараона Сіамона у 967 році до н. е. розширив владу на Нижній Єгипту, не став призначати якогось свого родича на посаду верховного жерця Амона в Фівах, як це зробив його предок Пінеджем I. Тоді об'єднання Єгипту відбулося у 967 році до н. е.
Інші вважають його молодшим братом Псусеннес II, що став Верховним жерцем Амона після смерті батька (на це ймовірно вказує особисте, альтернативне ім'я — Пасебхаенніут). З огляду на це можливо Псусеннес був зведеним братом фараона Псусеннеса II. Останній мав більш вагові родинні зв'язки з фараонами з Танісу, ніж молодший Псусеннес, мати якого могла бути лише знатна фіванська жінка. На користь існування окремого Псусеннеса свідчить те, що після смерті Псусеннеса II новому фараону Шешонку I довелося підкорювати Фіви та увесь Верхній Єгипет. Втім це потребує додаткового дослідження.

### Панування
За час свого правління мав менший вплив, ніж його попередники, більшу владу перебрав брат-фараон. Тим самим відбулося фактичне об'єднання Стародавнього Єгипту. Це підтверджується відсутністю натепер згадок про будь-яку діяльність Псусеннеса III.
Він помер близько 944 року до н. е. За іншою версією, що було зміщено з посади впливовим військовиком Шешонком, що готувався до здобуття влади над усім Єгиптом. Незрозуміло, коли це сталося: або в часи правління Псусеннеса II, чи пізніше. Водночас, є відомості, що Шешонк I (тоді вже став фараоном) пізніше 5-го року свого правління (відповідає близько 938—030 рокам до н. е.) прибув до Фів, де без опору підкорив Верхній Єгипет. Тому напевне Псусеннес III тримався у Фівах до 939 року до н. е., коли втратив владу. Невідомо чи загинув при цьому, або набув статусу приватної особи. З Псусеннесом III припинилося правління нащадків Герігора. Посаду Верховного жерця Амона в Фівах отримав син засновника XXII династії — Іупут.